# Любимовка (Павлодарская область)
Любимовка (каз. Любимовка) — упразднённое село в Успенском районе Павлодарской области Казахстана. Исчезло в ? г.

## Географическое положение
Располагалось в 14 км к юго-востоку от села Рождественка.

## История
Село Любимовка основано в 1909 г. немецкими переселенцами из колонии Линденау Таврической губернии (ныне Любимоввка Запорожской области) в урочище Жарыкколь Рождественской волости.